# 甘露 (高昌)
甘露（約525年—约530年）是高昌的君主麴光的一個年號，共计6年。

## 纪年
| 甘露 | 元年  | 二年  | 三年  | 四年  | 五年  | 六年  |
| ---- | ----- | ----- | ----- | ----- | ----- | ----- |
| 公元 | 525年 | 526年 | 527年 | 528年 | 529年 | 530年 |
| 干支 | 乙巳  | 丙午  | 丁未  | 戊申  | 己酉  | 庚戌  |

## 參看
- 中国年号索引
  - 其他使用甘露年號的政權
- 同期存在的其他政权年号
  - 普通（520年正月—527年三月）：南朝梁梁武帝萧衍的年号
  - 大通（527年三月—529年九月）：南朝梁梁武帝萧衍的年号
  - 中大通（529年十月—534年十二月）：南朝梁梁武帝萧衍的年号
  - 正光（520年七月—525年六月）：北魏政权北魏孝明帝元詡年号
  - 孝昌（525年六月—528年正月）：北魏政权北魏孝明帝元詡年号
  - 武泰（528年正月—四月）：北魏政权北魏孝明帝元詡年号
  - 建義（528年四月—九月）：北魏政权北魏孝莊帝元子攸年号
  - 永安（528年九月—530年十月）：北魏政权北魏孝莊帝元子攸年号
  - 更興或更新（530年六月—532年十二月）：北魏政权汝南王元悅年号
  - 建明（530年十月—531年二月）：北魏政权元晔年号
  - 真王（523年三月—525年六月）：北魏時期六鎮領導破六韩拔陵年号
  - 天建（524年六月—527年九月）：北魏時期領導莫折念生年号
  - 天啓（525年正月—三月）：北魏時期領導元法僧年号
  - 真王（525年八月—528年二月）：北魏時期領導杜洛周年号
  - 神嘉（525年十二月—535年三月）：北魏時期領導劉蠡升年号
  - 魯興或普興（526年正月—八月）：北魏時期領導鮮于修禮年号
  - 始建：北魏時期領導陳雙熾年号
  - 廣安（526年九月—528年九月）：北魏時期領導葛荣年号
  - 天授（527年七月）：北魏時期領導劉獲、鄭辯年号
  - 隆緒（527年十月—528年正月）：北魏時期領導萧宝夤年号
  - 天統（528年六月—529年四月）：北魏時期領導邢杲年号
  - 神獸（528年七月—530年四月）：北魏時期領導万俟丑奴年号
  - 皇武：北魏時期領導劉擧年号
  - 孝基（529年四月—五月）：北魏政权北海王元顥年号
  - 建武（529年五月—閏六月）：北魏政权北海王元顥年号